# 他加祿人
他加祿人(贝贝因文: ᜆᜄᜎᜓᜄ᜔) ，是菲律賓的一个民族，人數約為3000萬，為继米沙鄢人之後菲律賓第二大本地民族，也是菲律宾各民族中经济、文化最发达的民族，大多數居住在低地，通常位於河岸和三角洲，如馬尼拉都會區和呂宋島中南部，傳統服裝是巴籠，是菲律賓的民間服飾，马可斯倒台后在阿基诺夫人推动之下，标准化的他加祿語成为菲律賓的官方语文。
他加祿人主要是基督徒（大多數天主教徒和少數是新教徒），少數信仰伊斯蘭教，佛教和其他宗教，無信仰。
他們的傳統職業：灌溉農業（灌溉水稻，玉米，香蕉，椰子樹，芒果，咖啡，蕉麻，橡膠，甘蔗，煙草），畜牧業（水牛，牛，豬，山羊，雞）。捕魚在沿海地區發揮著重要作用。

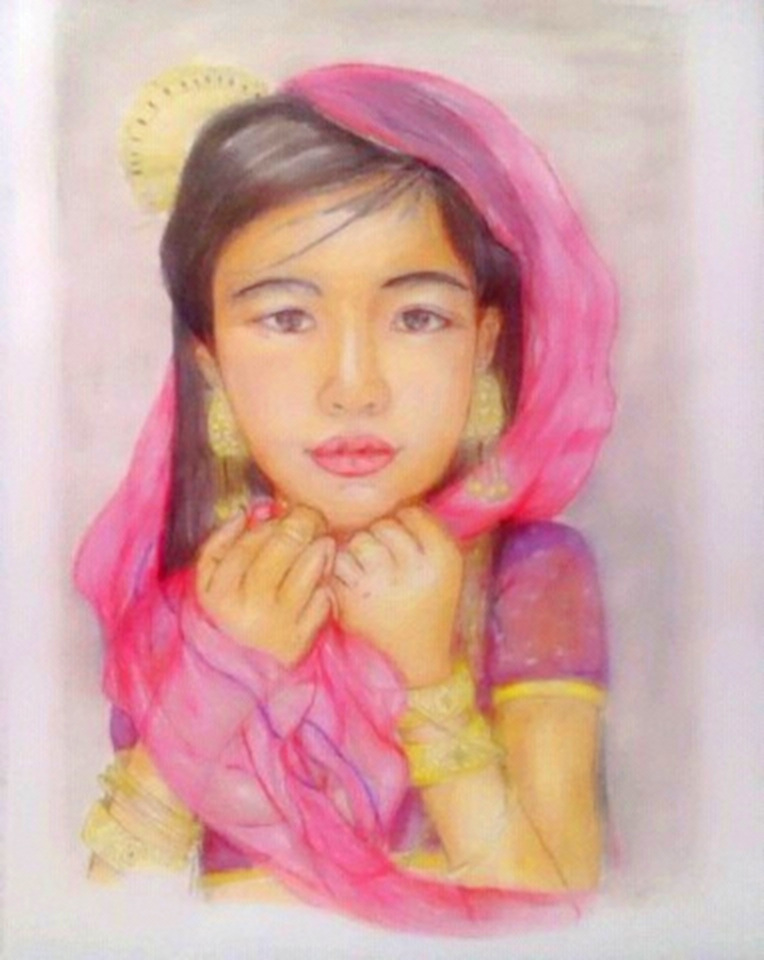
一位贵族的年轻女子穿戴着金饰。